# 공순황귀비
공순황귀비 유호록씨(恭順皇貴妃 钮祜綠氏, 1787년 5월 28일 ~ 1860년 4월 23일)는 중국 청나라 제7대 황제 가경제(嘉慶帝)의 후궁(後宮)이다.

## 생애
1804년 가경제(嘉慶帝)의 후궁으로 간택되었고 가경제 사후에 그의 적자(嫡子) 도광제(道光帝)가 즉위한 것을 목도하였으며 도광제 사후 그의 서자(庶子) 함풍제(咸豊帝)가 즉위한 이후 1860년 4월 23일을 기하여 향년 73세로 훙서할 때까지 청나라 황실 여인의 원로로서 예우되었다.

## 같이 보기
- 입팔분공